# حزامي العين
حِزامي العين أو أبيض العين أو زُطْرُب (الاسم العلمي: Zosterops)، جنس طيور جاثمة من فصيلة بيضاء العيون. وهذا الجنس لديه أكبر عدد من الأنواع في فصيلة بيضاء العيون. مواطنها في إقليم هندوملاوي والإقليم الأسترالي.